# 레오 페레
레오 페레(Léo Ferré, 1916년 8월 24일 ~ 1993년 7월 14일)는 독특한 작풍으로 널리 알려진 모나코의 작사·작곡가 겸 가수이다. 경제학을 배우는 한편, 피아노를 익혀 레오니드 사바니에프에게서 작곡법을 습득하였다. 1946년에는 파리로 진출하여 카바레에서 피아노를 연주하였다. 한때 클래식 분야의 작품도 다루었으나 1952년에 샹송으로 컴백하여 <사나이>, <파리 카나유> 등의 많은 히트작을 냈다. 1955년에는 자신이 만든 <싸구려 피아노의 노래>로 ADF 디스크 대상을 수상하였다. 샹송계의 거물 중 거물로 활약하였다.